# 威廉森 (艾奥瓦州)
威廉森（英語：Williamson）是一個位於美國愛荷華州盧卡斯縣的城市。

## 地理
威廉森的座標為41°05′22″N 93°15′20″W / 41.08944°N 93.25556°W，而該地的平均海拔高度為315米（即1033英尺）。

## 人口
根據2010年美國人口普查的數據，威廉森的面積為0.83平方千米，當中陸地面積為0.83平方千米，而水域面積為0.00平方千米。當地共有人口152人，而人口密度為每平方千米183人。